# Akiruno
Akiruno (あきる野市 -shi) é uma cidade japonesa localizada na província de Tóquio.
Em 2003, a cidade tinha uma população estimada em 79 547 habitantes e uma densidade populacional de 1 084,63 h/km². Tem uma área total de 73,34 km².
Recebeu o estatuto de cidade a 1 de Setembro de 1995.